# Château Karátsonyi
Le château Karátsonyi (en serbe cyrillique : Дворац Карачони у Новом Милошеву ; en serbe latin : Dvorac Karačoni u Novom Miloševu) est situé à Novo Miloševo, dans la province de Voïvodine, dans la municipalité de Novi Bečej et dans le district du Banat central, en Serbie. Il est inscrit sur la liste des monuments culturels de grande importance de la république de Serbie (identifiant no SK 1457).

## Historique
Le château a été construit entre 1842 et 1846, pour László Karátsonyi (1806-1869), főispán du comté de Torontál, sur ses terres de Beodra, un village aujourd'hui intégré à la localité de Novo Miloševo.

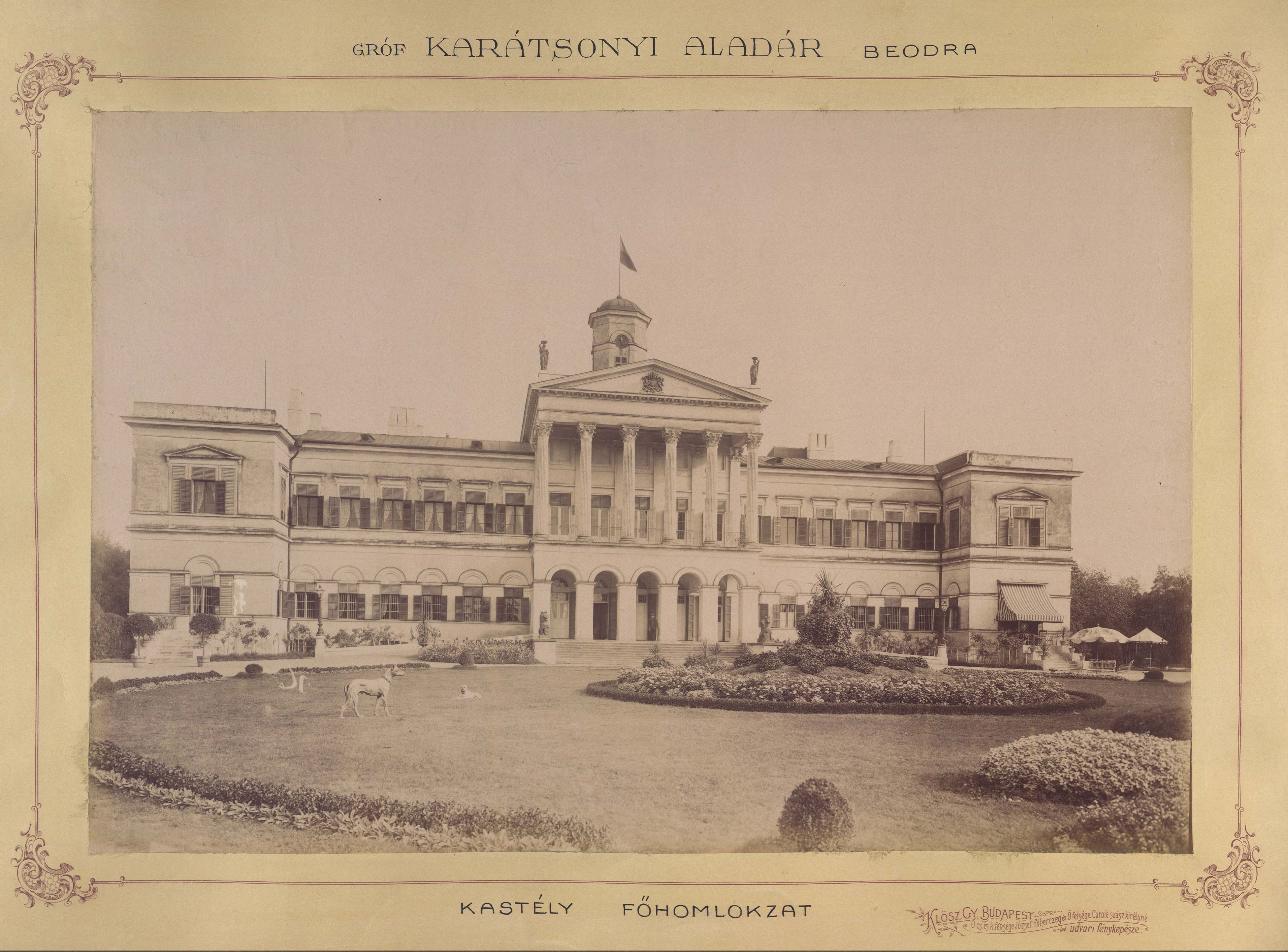
Vue du château à la fin du XIXe siècle.

## Présentation

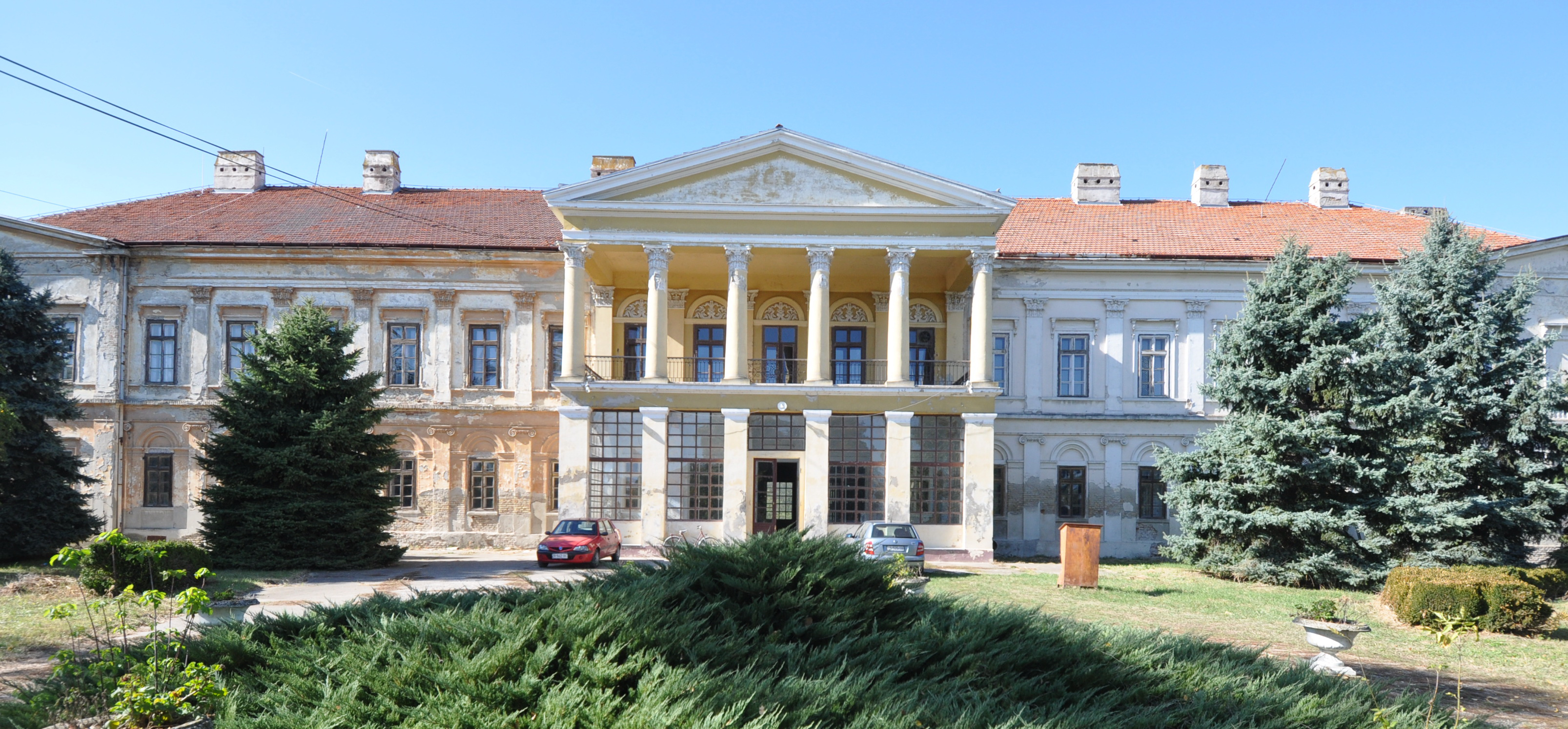
La façade principale du château.

Le bâtiment, de style néo-classique, a été conçu comme une résidence monumentale dominant un parc paysagé. Constitué d'un rez-de-chaussée et d'un étage, il prend la forme d'un rectangle allongé et ordonnancé de façon symétrique. La façade principale, donnant sur le parc, est ainsi dotée à chaque angle d'une projection peu profonde surmontée par un tympan triangulaire ; le centre de cette façade est mis en valeur par un grand porche qui, au niveau du premier étage, est doté de colonnes de style corinthien supportant une architrave, une frise et un tympan triangulaire sans décoration particulière,,. Sur le plan horizontal, le rez-de-chaussée et l'étage sont séparés par une corniche.
Les fenêtres sont entourées par des pilastres ; au rez-de-chaussée, les fenêtres sont encadrées par des pilastres dotés de chapiteaux ioniques et surmontées de tympans demi-circulaires tandis qu'à l'étage les chapiteaux sont de style corinthien et les fenêtres surmontées de consoles moulurées,.
À proximité du château, le parc abrite des dépendances, écuries, entrepôts et logements des domestiques,,.
Le château a abrité les activités de la société de produits chimiques Hinom, ; l'intérieur du château a été adapté aux besoins de l'usine.